# Abdessalam Benjelloun
Abdessalam Benjelloun (ur. 28 stycznia 1985 w Fezie) – marokański piłkarz występujący na pozycji napastnika w klubie Kawkab Marrakesz. W 2008 roku zadebiutował w reprezentacji Maroka.